# Gerlitzenhütte
Die Gerlitzenhütte ist eine Schutzhütte der Sektion Villach des Österreichischen Alpenvereins. Sie steht am Südhang der Gerlitzen oberhalb von Arriach bei Treffen am Ossiacher See in einer Höhe von 1580 m ü. A. Die Hütte hat einen Brunnen.

## Geschichte
Die Hütte wurde 1890 privat erbaut. Die Sektion Villach des Deutschen und Österreichischen Alpenvereins erwarb die Hütte 1929 und eröffnete sie am 22. Dezember 1929.

## Zustieg
- Parkplatz Kammerhütte (von Treffen Mautstraße) 1660 m ü. A.
- Mittelstation Gerlitzenseilbahn 1660 m ü. A., Gehzeit: 00:45

## Touren
- Gerlitzen 1909 m ü. A., Gehzeit: 01:15